# 賽馬會香港足球總會足球訓練中心
賽馬會香港足球總會足球訓練中心（英語：Jockey Club HKFA Football Training Centre），簡稱將軍澳足球訓練中心，是香港足球總會位於香港新界西貢區將軍澳前堆填區（77區）興建的一座專業足球訓練設施。該中心佔地約12公頃，由香港賽馬會慈善信託基金捐助興建，香港足球總會的子公司香港足球訓練中心有限公司營運，總建築費用約2.21億港元。項目於2016年9月動工，並於2018年9月正式啟用，成為香港首個專為足球運動設計的國家級訓練基地。
該中心的主要功能是為香港足球代表隊及各級青年代表隊提供專業訓練場地，同時支援本地足球教練和裁判的培訓工作。中心配備多項設施，包括三個符合國際足協標準的天然草足球場、三個高質素仿真草足球場及一個五人足球場，所有場地均設有泛光燈照明系統，方便夜間使用。此外，中心還設有健身室、教學課室、多用途活動室及行政辦公大樓等配套設施，滿足多元化需求。自2019年2月28日起，部分仿真草場地開放予公眾預約租用，為本地足球愛好者提供運動空間。
中心的興建構想源於2002年，當時香港足球總會提出於將軍澳前堆填區建設國家級足球訓練中心的計劃。經過多年籌備，該項目在香港足球總會「鳳凰計劃」的框架下逐步成形，並獲得香港賽馬會1.33億港元的資助，以及香港政府提供的土地支持。選址所在的將軍澳堆填區於1995年關閉，經環境保護署修復後，由路政署投資約1.29億港元進行基礎建設，包括興建連接將軍澳市中心的行人路及單車徑，方便市民前往。
自啟用以來，中心有效解決了香港足球代表隊長期缺乏專屬訓練場地的問題，為本地足球運動的發展奠定重要基礎。香港足球總會期望中心能吸引國際球隊來港集訓，特別是在冬季期間，促進香港與國際足球界的交流，提升本地足球水平和競爭力。

## 設施
- 6個標準足球場（1-3號3座真草、3座人造草）
- 1個5人足球場
- 體能訓練設施
- 教練和球證培訓中心
- 運動員宿舍（原定，最終因預算沒有興建）

## 歷史
該位置的堆填區於1995年關閉，地皮經過環境保護署修復後懸空至今；該段地皮已經被香港政府劃歸給香港足球總會，用以興建足球訓練中心用途。
2001年至2002年間，立法會《體育政策檢討小組報告書香港足球總會意見書》文件附件3「建議成立香港足球學院」，內容是建議成立香港足球學院，目的是建設一所設備完善，配套設施充足的學院，為有興趣投身足球運動員行列之青少年提供專業及正規之足球訓練，基建費用建議向香港賽馬會慈善基金申請資助。香港足球學院可冠名「香港賽馬會香港足球學院」。
2005年，香港足球總會提議興建將軍澳足球訓練中心的工程費用為逾1億2千萬港元。同年年初，城市規劃委員會批出將軍澳填海區一期的地皮用以興建上述項目；環境保護署批出為期21年的土地牌照予香港足球總會；香港賽馬會慈善信託基金亦於同年批出1億300萬港元予香港足球總會用以籌備及興建該項目。
2007年，香港足球總會總幹事林俊英表示，將軍澳足球訓練中心將會於2009年投入服務，現階段已經有營運計劃，屆時可以期望減低西貢區區內足球場極為之供不應求的情況。
2008年，香港足球總會主席梁孔德以月入薪酬8萬港元聘請懲教署前赤柱監獄獄長梁錦有出任香港足球總會總幹事，專門負責將軍澳足球訓練中心項目。結果梁錦有在任10個月期間，計劃了無寸進，梁錦有在壓力下辭職。
2009年，民政事務局公布的足球發展研究報告提及，將會邀請香港賽馬會贊助在將軍澳興建及管理一座大型足球訓練中心。同年12月月底，路政署投資1億2千9百萬港元，
於將軍澳堆填區斜坡腳及將軍澳市中心南部進行基礎設施的首階段設計及建造工程，包括興建一條長約兩公里的行人路及一條長約1.6公里的單車徑，將將軍澳足球訓練中心用地連接至將軍澳市中心，以及興建一條長140米的橫跨東邊水道的行人與單車共用橋樑，而將軍澳堆填區區內亦會設置園景區及步行徑；預計上述工程於2012年4月竣事。
2010年，民政事務局發言人表示，已經開始與香港賽馬會商量及討論興建足球訓練中心的可能性安排及香港足球總會的角色。其後，香港政府與香港賽馬會商量及討論在將軍澳堆填區第一期的位置興建足球訓練中心。香港賽馬會原則上同意分期撥款贊助及分階段興建足球訓練中心，但是堅持需要看到香港足球總會改革的決心及成效，才能夠撥出相關的資源以進行上述計；預計首階段工程預計最快可以於2012年竣事。
2012年6月12日，香港賽馬會行政總裁應家柏表示，將軍澳足球訓練中心的預期撥款金額將會由最初承諾的1億3百萬港元大幅度地增加至4至5億港元。應家柏強調香港賽馬會資助香港足球總會興建將軍澳足球訓練中心的承諾不會改變，但是前提是香港足球總會需要有明確的計劃書。應家柏預期興建將軍澳足球訓練中心需要時間約為1年半，何時能夠落實啟動工程就要視乎香港足球總會定為交出最終計劃的時間，交予香港政府才可以再作進一步討論。同年9月24日，上任香港足球總會行政總裁有一週時間的薛基輔會同香港足球總會主席梁孔德首次正式會見香港傳媒，並且發表了一系統其上任後的主要致力推動範疇。薛基輔將《鳳凰計劃》中的33項建議歸納後，鎖定了「代表隊和精英足球」、「職業球會及聯賽」、「基層足球發展計劃」及「增強足總運作模式及名聲」作為其四項早期的焦點任務。於記者會上，薛基輔表示他將會於同一週內，約見香港賽馬會代表，商量及討論興建將軍澳足球訓練中心一事宜；薛基輔表示，將軍澳足球訓練中心是落實《鳳凰計劃》的重要一環，故此上述設施必需要達至國家級水平。2013年1月13日，薛基輔於網誌發表，預算於同年完成將軍澳足球訓練中心的規劃事務，並且於2014年年初啟動工程。
2013年5月中後，香港足球總會就將軍澳足球訓練中心項目向香港賽馬會簡報及建議，香港賽馬會慈善信託基金基金信託人於同月27日舉辦會議討論撥款事宜。此外，上述項目獲得香港政府初步首肯承擔其興建落成後首10年期間所營運的開支。
2014年，香港足球總會與香港欖球總會探討將軍澳足球訓練中心第一期發展計劃部分場地（包括兩座仿真草場）共用的可能性，惟前者未就計劃提交詳細文件及獲得相關38個機構及政府部門的審批。4月7日，香港賽馬會行政總裁應家柏表示，香港足球總會與民政事務局同意就如何在堆填區興建足球訓練中心作出顧問研究，然而相關工程比較複雜，亦需要多個單位參與顧問研究及批核事務。他又表示，已經接收來自香港足球總會所草擬的將軍澳足球訓練中心的《可行性報告》，《可行性報告》提及將軍澳足球訓練中心每年的營運開支約2,000萬至4,000萬港元，主要依賴政府補貼。考慮到工程被批核及興建進程都需時，他認為將軍澳足球訓練中心工程「無可能在一兩年內展開」。應家柏預期於3至4周內與香港賽馬會代表、香港足球總會及民政事務局就此事件舉行會議，討論計劃進度，並且盡快定出計劃詳情。
2015年1月14日，時任香港行政長官梁振英透過《2015年度香港行政長官施政報告》提及以《活化已修復堆填區資助計劃》增加體育訓練場地。對此，香港足球總會行政總裁薛基輔表示將軍澳足球訓練中心為處於該計劃內的地段，因此計劃上述渠道申請1億港元資金用以興建將軍澳足球訓練中心。
2015年11月17日，港足與中國國家足球隊在2018年世界盃資格賽亞洲區第二輪兩度打成平手，表現出色。足總行政總裁薛基輔指，多個政府部門及馬會開綠燈，令籌備多年的將軍澳足球訓練中心有望於2017年中啟用。訓練中心用地位于將軍澳前堆填區(77區)，於1995年關閉，地皮經環保署修復後懸空，基地興建工程於2016年9月正式動工。2016年12月15日，足總行政總裁薛基輔率先向傳媒簡介中心的設備， 他表示新中心屬U形場地，將設有3個真草足球場，主要供香港代表隊及本地球會使用，港隊教練團亦會進駐。中心另設有3個人造草場，會開放約35%時間予公眾預約，薛基輔強調會盡量滿足市民需求。場地另有3個五人足球場、健身室、教學課室等設施，新中心會趕及在2017-18年度香港超級聯賽開季前使用。
2017年9月7日，香港足球總會行政總裁薛基輔透露，訓練基地將於2017年底竣工，預計2018年農曆新年2月中正式啟用。賽馬會發言人承認，賽馬會慈善信託基金已撥捐2.03億元，資助足總於將軍澳興建足球訓練中心，較過往對外聲稱的金額1.33億元，多出約52%。至於足球訓練中心的營運和管理，則由香港足球總會負責。
2017年12月19日，香港足球總會行政總裁薛基輔宣布訓練基地將命名為「賽馬會香港足球總會足球訓練中心」，估計2018年2月竣工，足總部分部門會搬至中心，待完成相關部門審查等程序，預計4月中可開放使用，港隊會優先使用草地球場，而仿真草場會開放給公眾租用。25人管理基地，每年維護費用為500萬，將會由租場收費和足總𠄘擔。

## 鄰近
- 港鐵康城站(港鐵計劃建行人通道連接康城站A出口、MALIBU及足球訓練中心)
- 緻藍天
- MALIBU
- 將軍澳海濱公園
- 清水灣半島

## 相關參見
- 賽馬會傑志中心